# Stråldos
Stråldos är ett mått på hur farlig den ackumulerade mängden joniserande strålning en människa utsätts för är. 
När kroppen utsätts för strålning tillförs kroppsvävnaden energi. Stråldosen (D) fås genom att den absorberade energin (E) divideras med massan (m) av kroppsvävnaden, det vill säga D=E/m. Stråldosen mäts i gray (Gy).
Den biologiska verkningen bestäms inte bara av stråldosen utan även strålningstypen har betydelse, till exempel ger en dos alfastrålning mycket allvarligare skador än lika stor dos betastrålning. För att värdera skadeverkningen multipliceras stråldosen (D) med en kvalitetsfaktor (Q) och vi får då ekvivalentdosen (H) som mäts i sievert (Sv), det vill säga H=Q*D. 

## Enhet
När strålning träffar människan påverkar olika typer av strålning kroppens organ på olika sätt. För att beakta detta använder man en enhet som tar hänsyn till hur kroppens organ påverkas av olika slags strålning. Stråldos mäts i enheten gray, Gy. En annan enhet, sievert, används för mängden instrålad energi men tar hänsyn till vilken biologisk effekt strålningen har. Oftast räknar man med tusendels sievert (millisievert, mSv).
Sievert är enheten för effektiv dos.

## Stråldos per år
I Sverige får man i genomsnitt en stråldos på drygt 4 mSv per år. Större delen kommer från naturliga strålkällor:
| Källa                        | mSv | Naturlig källa? |
| ---------------------------- | --- | --------------- |
| Egna kroppen                 | 0,2 | ja              |
| Världsrymden                 | 0,3 | ja              |
| Berggrunden                  | 0,5 | ja              |
| Radon i hus                  | 2   |                 |
| Medicinsk undersökning       | 0,7 | nej             |
| Medicinsk behandling         | 0,3 | nej             |
| Övrigt (industri, kärnkraft) | 0,1 | nej             |